# Jakob Söderqvist
Jakob Söderqvist (Sundsvall, 31 mei 2003) is een Zweeds wielrenner.

## Carrière
Als eerstejaars junior werd Söderqvist, achter Jonathan Ahlsson en Edvin Lovidius, derde op het nationale kampioenschap tijdrijden.
In 2022, als eerstejaars belofte, werd Söderqvist onder meer zevende in de Lillehammer GP. In april 2023 won hij een etappe in de Ronde van Loir-et-Cher. Op het nationale kampioenschap tijdrijden was enkel Jacob Ahlsson sneller, waarmee Söderqvist wel de beste belofte was. Drie dagen later werd hij zevende in de door Lucas Eriksson gewonnen wegwedstrijd. Op het wereldkampioenschap werd Söderqvist zevende in de tijdrit voor beloften en reed hij de wegwedstrijd in diezelfde leeftijdscategorie niet uit. Begin september won hij het eindklassement van de Flanders Tomorrow Tour, nadat de leiderstrui in de tijdrit had overgenomen van Mathis Avondts. Op het Europese kampioenschap werd hij tiende in de door Alec Segaert gewonnen tijdrit voor beloften.
In 2024 maakte Söderqvist de overstap naar de opleidingsploeg van Lidl-Trek. In februari nam hij, met de hoofdmacht van de ploeg, deel aan de Ronde van de Provence. In de proloog bleef enkel zijn ploeggenoot Mads Pedersen hem voor. In april won hij de derde etappe in de Ronde van Bretagne, waarna hij de leiderstrui overnam van Alexis Guérin. Die leiderstrui verdedigde hij in de overige vier ritten met succes, waardoor hij Simon Pellaud opvolgde als eindwinnaar. Een week later startte hij in de Flèche du Sud, een vijfdaagse etappekoers in Luxemburg. De vierde etappe, een tijdrit over 18,6 kilometer in en rond Sanem, was Söderqvist de snelste. Nils Sinschek en klassementsleider Pim Ronhaar eindigden op de dichtste ereplaatsen. De slotrit werd ook gewonnen door de Zweed, waarna zijn ploeggenoten Tim Torn Teutenberg en Matteo Milan als tweede en derde finishten.

## Overwinningen
2023
3e etappe Ronde van Loir-et-Cher
Eindklassement Flanders Tomorrow Tour
2024
3e etappe Ronde van Bretagne
Eindklassement Ronde van Bretagne
4e en 5e etappe Flèche du Sud
1e etappe Giro d'Italia Next Gen
 Zweeds kampioenschap tijdrijden
 Europees kampioenschap tijdrijden, beloften
 Wereldkampioenschap tijdrijden, beloften
2025
1e etappe Ronde van Valencia (TTT)
 Zweeds kampioenschap tijdrijden
3e etappe Ronde van Denemarken
Jongerenklassement Ronde van Denemarken

## Ploegen
- 2024 –  Lidl-Trek Future Racing
- 2025 –  Lidl-Trek Future Racing